# 女禍
『女禍』（じょか）は、1989年に発表された日本の自主制作アニメ。水木しげる原作のテレビアニメ『ゲゲゲの鬼太郎』（1985年 - 1988年）を基にした二次創作のアニメーションである。同人サークル「鬼太郎座」によって制作され、監督などはその主催者である有里紅良が務めた。上映時間は30分。
通常の二次創作・同人アニメーションと異なり、原作者である水木しげる本人の公認を受け、公式に関わる人物も参加した作品として知られる。ただし、著作権の問題から営利目的の上映は不可能なため、現在まで一般公開は行われていない。
キャッチコピーは、「ゲゲゲの鬼太郎スーパーダイナビジョン」「今……世界が 闇にのみこまれようとしている。」。

## 概要・制作
1986年頃、『ゲゲゲの鬼太郎』（1985年から1988年に放映）のファンであった有里紅良が主宰となり、同作のファンを中心とする自主制作アニメを目的としたサークル「鬼太郎座」が発足。有里が元虫プロダクションのフィルム編集技師であったこともあり、通常の同人活動より本格的なオリジナルアニメーションの制作を開始する。
普通のアニメーションより動きが少ないことから、公開時には紙芝居アニメや通常のアニメから動きを除いたものを表す「ダイナビジョン」が謳われた。
制作にあたっては、企画段階から原作者の水木しげるに製作趣旨を説明して許可を得ており、脚本と絵コンテも水木の監修を受けている。
1988年、声優のキャスティングが行われる。基本的には一般公募オーディションでファンが起用されたが、目玉おやじ役のみは「あの声を欠いて鬼太郎は作れない」と、公式声優である田の中勇が演じることとなった。
一個人の企画のため資金面など様々な困難もあったが、全国の有志ファンが集い、プロも素人も含めた1000人ほどが協力しあい約3年の歳月をかけ製作されたという。制作状況は、隔月発行の通信紙「瓦版」で伝えることとなった。
1989年、神田パンセホールにて完成上映イベント『妖怪ちゃんぽん上映会』が開催された。水木も完成作を視聴している。後日、上映会の様子を伝える「瓦版」の発行をもって「鬼太郎座」は解散した。
作品の性質上、今までに一般上映やメディア化が行われたことは一度もなく、主催者の有里が2015年に故人となったこともあるため、映像素材（35ミリフィルム）の保管状況は不明である。ただし、当時参加した関係者（ファン）の一部にVHSが配布されており、当事者間での個人的な上映会などは行われたことがある。
非公式な作品ではあるが、1998年に発行された公式本『水木しげる&京極夏彦 ゲゲゲの鬼太郎解体新書』には本作のことが記載されたことがある。

## あらすじ
封印されていた中国神話の創造神・女禍（女媧）が安田という青年によって甦る。
女禍は目覚めるためのエネルギーを得るため、妖怪たちを体へ吸い付け吸収する。女禍が完全に復活すると、強力な呪力によって日本はまるごと現世から消失してしまうこととなる。
女禍から生き延びた鬼太郎、猫娘、地獄童子の三人は、仲間を救出するため今来野教授の力も借りて戦いに挑むことを決意。唯一対抗できるとされる三種の神器を用いて、女禍を再び封印しようとする。

## 登場人物
鬼太郎
主人公。地獄童子に事件解決を依頼される。
髪の色は当時放映していた公式アニメ（第3シリーズ）と異なり、原作に準じたグレーとなっている。
目玉おやじ
女禍の犠牲となる。
猫娘
鬼太郎・地獄童子と共に女禍から逃げ延び、二人と協力して女禍と戦う。
本作では、鬼太郎の恋人という設定である。
地獄童子
鬼太郎に事件解決を依頼する。鬼太郎らと共に女禍へ戦いを挑む。
安田精次郎
今来野教授の助手で普通の青年。
月読命の封印伝説の信憑性を立証しようとするうちに狂気に目覚め、月読命復活に必要な生贄をそろえるため遺跡盗掘を行い呪詛を使う術師となる。
彼による術式「反魂の術」によって亡者の魂が現世へ呼び戻される事件が多発する。また、人間には危険なレベルの呪力を放つ五つの「五彩玉」を入手したことで鬼太郎と地獄童子は彼にねじ伏せられた。
女禍の復活と同時に地面から吹き上がった火柱に飲み込まれ、狂ったように笑いながら最期を迎えた。
今来野教授
考古学者。女禍から鬼太郎らを救い、この事件を正確に理解できる唯一の人間。
安田を止められなかった後悔と己の無力さにうなだれ、戦いに赴こうとする鬼太郎らに精一杯の知識を贈った。
女禍
中国神話の創造神（女媧）。災害で砕けた天地を五色の玉で修復した月の女神といわれ、日本神話では妖怪の生みの親・月読命とされる。生贄を揃えた安田によって復活した。
完全に目覚めるためのエネルギーを得るため、妖怪たちを磁石のように体へ吸い付け吸収する。

## キャスト
- 鬼太郎 - 大島啓子
- 目玉おやじ - 田の中勇
- 猫娘 - 夢来鳥ねむ[4]
- 砂かけばばあ - 木村香織
- 地獄童子 - 水滝彼方（彼方悠璃）
- 朱の盆 - 小林通孝

## スタッフ
- 監督・製作 - 有里紅良
- 作画 - 入好さとる、新岡浩美、竹田欣弘 他
- 選曲 - 佐藤恭野[7]
- スーパーバイザー - 水木しげる、田の中勇
- 協力 - 青二プロダクション
- 制作 - 鬼太郎座

## 関連書籍
1990年から1992年の間に、「鬼太郎座」の後身となった有里主宰のサークル「月読温泉旅行倶楽部（現在のら・むうん）」では、本作の制作秘話などを記した同人誌が4冊発表された。